# Будище (Быховский район)
Бу́дище (бел. Будзішча) — посёлок в составе Черноборского сельсовета Быховского района Могилёвской области Республики Беларусь.

## Население
- 2010 год — 7 человек